# Glassboro
Glassboro es un borough ubicado en el condado de Gloucester en el estado estadounidense de Nueva Jersey. En el año 2010 tenía una población de 18.579 habitantes y una densidad poblacional de 777,36 personas por km².

## Geografía
Glassboro se encuentra ubicado en las coordenadas 39°42′20″N 75°06′40″O / 39.70556, -75.11111.

## Demografía
Según la Oficina del Censo en 2000 los ingresos medios por hogar en la localidad eran de $44,992 y los ingresos medios por familia eran $55,246. Los hombres tenían unos ingresos medios de $40,139 frente a los $30,358 para las mujeres. La renta per cápita para la localidad era de $18,113. Alrededor del 15.2% de la población estaba por debajo del umbral de pobreza.